# Wereldkampioenschap superbike van Portimão 2014
Het wereldkampioenschap superbike van Portimão 2014 was de achtste ronde van het wereldkampioenschap superbike en het wereldkampioenschap Supersport 2014. De races werden verreden op 6 juli 2014 op het Autódromo Internacional do Algarve nabij Portimão, Portugal.

## Superbike

### Race 1
De Bimota-coureurs werden niet opgenomen in de uitslag omdat hun motorfiets niet was gehomologeerd door de FIM.
| Pos | Nr | Rijder               | Constructeur | Rondes | Tijd           | Grid | Punten |
| --- | -- | -------------------- | ------------ | ------ | -------------- | ---- | ------ |
| 1   | 1  | Tom Sykes            | Kawasaki     | 20     | 34:45.568      | 1    | 25     |
| 2   | 50 | Sylvain Guintoli     | Aprilia      | 20     | +2.539         | 6    | 20     |
| 3   | 76 | Loris Baz            | Kawasaki     | 20     | +3.175         | 5    | 16     |
| 4   | 33 | Marco Melandri       | Aprilia      | 20     | +4.042         | 4    | 13     |
| 5   | 65 | Jonathan Rea         | Honda        | 20     | +7.791         | 2    | 11     |
| 6   | 22 | Alex Lowes           | Suzuki       | 20     | +14.772        | 11   | 10     |
| 7   | 34 | Davide Giugliano     | Ducati       | 20     | +14.877        | 8    | 9      |
| 8   | 58 | Eugene Laverty       | Suzuki       | 20     | +14.941        | 7    | 8      |
| 9   | 44 | David Salom          | Kawasaki     | 20     | +26.018        | 12   | 7      |
| 10  | 52 | Sylvain Barrier      | BMW          | 20     | +26.032        | 10   | 6      |
| 11  | 91 | Leon Haslam          | Honda        | 20     | +33.041        | 9    | 5      |
| 12  | 21 | Jérémy Guarnoni      | Kawasaki     | 20     | +38.385        | 22   | 4      |
| 13  | 59 | Niccolò Canepa       | Ducati       | 20     | +42.237        | 14   | 3      |
| 14  | 48 | Riccardo Russo       | Kawasaki     | 20     | +47.908        | 21   | 2      |
| 15  | 21 | Alessandro Andreozzi | Kawasaki     | 20     | +1:03.502      | 18   | 1      |
| 16  | 20 | Aaron Yates          | EBR          | 19     | +1 ronde       | 26   |        |
| 17  | 16 | Gábor Rizmayer       | BMW          | 19     | +1 ronde       | 25   |        |
| 18  | 7  | Chaz Davies          | Ducati       | 15     | +5 ronden      | 3    |        |
| NC  | 67 | Bryan Staring        | Kawasaki     | 13     | +7 ronden      | 17   |        |
| DNF | 56 | Péter Sebestyén      | BMW          | 12     | Uitgevallen    | 27   |        |
| DNF | 32 | Sheridan Morais      | Kawasaki     | 6      | Uitgevallen    | 16   |        |
| DNF | 24 | Toni Elías           | Aprilia      | 5      | Schade ongeluk | 20   |        |
| DNF | 9  | Fabien Foret         | Kawasaki     | 4      | Uitgevallen    | 23   |        |
| DNF | 99 | Geoff May            | EBR          | 4      | Uitgevallen    | 24   |        |
| DNS | 71 | Claudio Corti        | MV Agusta    | 0      | Niet gestart   | 19   |        |
| DSQ | 86 | Ayrton Badovini      | Bimota       | 20     | +34.442        | 13   |        |
| DSQ | 2  | Christian Iddon      | Bimota       | 20     | +38.246        | 15   |        |

### Race 2
Vanwege regenval werd de race ingekort van 20 naar 18 ronden. De Bimota-coureurs werden niet opgenomen in de uitslag omdat hun motorfiets niet was gehomologeerd door de FIM.
| Pos | Nr | Rijder               | Constructeur | Rondes | Tijd         | Grid | Punten |
| --- | -- | -------------------- | ------------ | ------ | ------------ | ---- | ------ |
| 1   | 65 | Jonathan Rea         | Honda        | 18     | 34:55.154    | 2    | 25     |
| 2   | 34 | Davide Giugliano     | Ducati       | 18     | +6.817       | 8    | 20     |
| 3   | 7  | Chaz Davies          | Ducati       | 18     | +8.676       | 3    | 16     |
| 4   | 22 | Alex Lowes           | Suzuki       | 18     | +9.740       | 11   | 13     |
| 5   | 91 | Leon Haslam          | Honda        | 18     | +11.289      | 9    | 11     |
| 6   | 76 | Loris Baz            | Kawasaki     | 18     | +11.808      | 5    | 10     |
| 7   | 50 | Sylvain Guintoli     | Aprilia      | 18     | +14.169      | 6    | 9      |
| 8   | 1  | Tom Sykes            | Kawasaki     | 18     | +17.164      | 1    | 8      |
| 9   | 58 | Eugene Laverty       | Suzuki       | 18     | +26.406      | 7    | 7      |
| 10  | 24 | Toni Elías           | Aprilia      | 18     | +30.168      | 20   | 6      |
| 11  | 52 | Sylvain Barrier      | BMW          | 18     | +41.820      | 10   | 5      |
| 12  | 32 | Sheridan Morais      | Kawasaki     | 18     | +47.434      | 16   | 4      |
| 13  | 21 | Jérémy Guarnoni      | Kawasaki     | 18     | +50.045      | 22   | 3      |
| 14  | 67 | Bryan Staring        | Kawasaki     | 18     | +1:17.436    | 17   | 2      |
| 15  | 48 | Riccardo Russo       | Kawasaki     | 18     | +1:24.500    | 21   | 1      |
| 16  | 21 | Alessandro Andreozzi | Kawasaki     | 18     | +1:30.563    | 18   |        |
| 17  | 44 | David Salom          | Kawasaki     | 18     | +1:34.242    | 12   |        |
| 18  | 59 | Niccolò Canepa       | Ducati       | 18     | +1:34.647    | 14   |        |
| 19  | 16 | Gábor Rizmayer       | BMW          | 18     | +1:47.422    | 25   |        |
| DNF | 33 | Marco Melandri       | Aprilia      | 12     | Ongeluk      | 4    |        |
| DNF | 99 | Geoff May            | EBR          | 6      | Uitgevallen  | 24   |        |
| DNF | 20 | Aaron Yates          | EBR          | 0      | Niet gestart | 26   |        |
| DNS | 56 | Péter Sebestyén      | BMW          | 0      | Niet gestart | 27   |        |
| DNS | 9  | Fabien Foret         | Kawasaki     | 0      | Niet gestart | 23   |        |
| DNS | 71 | Claudio Corti        | MV Agusta    | 0      | Niet gestart | 19   |        |
| DSQ | 86 | Ayrton Badovini      | Bimota       | 20     | +26.263      | 13   |        |
| DSQ | 2  | Christian Iddon      | Bimota       | 20     | +33.831      | 15   |        |

## Supersport
De race werd na 12 ronden afgebroken vanwege zware regenval en werd niet herstart.
| Pos | Nr  | Rijder               | Constructeur | Rondes | Tijd        | Grid | Punten |
| --- | --- | -------------------- | ------------ | ------ | ----------- | ---- | ------ |
| 1   | 60  | Michael van der Mark | Honda        | 12     | 21:15.438   | 2    | 25     |
| 2   | 4   | Jack Kennedy         | Honda        | 12     | +1.649      | 4    | 20     |
| 3   | 54  | Kenan Sofuoğlu       | Kawasaki     | 12     | +1.961      | 1    | 16     |
| 4   | 35  | Raffaele De Rosa     | Honda        | 12     | +8.042      | 5    | 13     |
| 5   | 99  | P.J. Jacobsen        | Kawasaki     | 12     | +8.095      | 8    | 11     |
| 6   | 26  | Lorenzo Zanetti      | Honda        | 12     | +8.538      | 6    | 10     |
| 7   | 88  | Kev Coghlan          | Yamaha       | 12     | +11.045     | 7    | 9      |
| 8   | 21  | Florian Marino       | Kawasaki     | 12     | +11.847     | 9    | 8      |
| 9   | 44  | Roberto Rolfo        | Kawasaki     | 12     | +12.624     | 12   | 7      |
| 10  | 155 | Massimo Roccoli      | MV Agusta    | 12     | +15.448     | 10   | 6      |
| 11  | 14  | Ratthapark Wilairot  | Honda        | 12     | +17.152     | 14   | 5      |
| 12  | 10  | Alessandro Nocco     | Kawasaki     | 12     | +24.774     | 21   | 4      |
| 13  | 24  | Marco Bussolotti     | Honda        | 12     | +24.839     | 13   | 3      |
| 14  | 53  | Valentin Debise      | Honda        | 12     | +25.022     | 15   | 2      |
| 15  | 61  | Fabio Menghi         | Yamaha       | 12     | +25.238     | 16   | 1      |
| 16  | 87  | Luca Marconi         | Honda        | 12     | +26.844     | 18   |        |
| 17  | 11  | Christian Gamarino   | Kawasaki     | 12     | +27.798     | 19   |        |
| 18  | 9   | Tony Coveña          | Kawasaki     | 12     | +32.353     | 20   |        |
| 19  | 161 | Alexey Ivanov        | Yamaha       | 12     | +57.594     | 23   |        |
| 20  | 7   | Nacho Calero         | Honda        | 12     | +1:01.481   | 22   |        |
| DNF | 16  | Jules Cluzel         | MV Agusta    | 12     | Uitgevallen | 3    |        |
| DNF | 5   | Roberto Tamburini    | Kawasaki     | 9      | Uitgevallen | 11   |        |
| DNF | 25  | Alex Baldolini       | MV Agusta    | 0      | Ongeluk     | 17   |        |

## Tussenstanden na wedstrijd

### Superbike
| Pos | Nr | Rijder           | Team     | Punten |
| --- | -- | ---------------- | -------- | ------ |
| 1   | 1  | Tom Sykes        | Kawasaki | 284    |
| 2   | 50 | Sylvain Guintoli | Aprilia  | 241    |
| 3   | 76 | Loris Baz        | Kawasaki | 236    |
| 4   | 65 | Jonathan Rea     | Honda    | 235    |
| 5   | 33 | Marco Melandri   | Aprilia  | 192    |

### Supersport
| Pos | Nr | Rijder               | Team      | Punten |
| --- | -- | -------------------- | --------- | ------ |
| 1   | 60 | Michael van der Mark | Honda     | 160    |
| 2   | 16 | Jules Cluzel         | MV Agusta | 107    |
| 3   | 21 | Florian Marino       | Kawasaki  | 93     |
| 4   | 54 | Kenan Sofuoğlu       | Kawasaki  | 83     |
| 5   | 26 | Lorenzo Zanetti      | Honda     | 80     |

2008 · 2009 · 2010 · 2011 · 2012 · 2013 · 2014 · 2015 · 2017 · 2018 · 2019 · 2020 · 2021 · 2022 · 2023 · 2024 · 2025